# تکنیک های انیمیشن
انواع سبک‌هایی که برای متحرک ساختن یک تصویرسازی که در نهایت به خلق انیمیشن منجر شوند تکنیک‌های انیمیشن گفته می‌شود. که معمولاً به صورت فریم به فریم یا به صورت دیجیتال ثبت می‌شود و می‌تواند شامل تصویر دو بعدی یا سه بعدی یا ترکیب هر دو باشد. برای مثال می‌توان از انواع نمونه‌های نقاشی روی کاغذ، عروسک و مجسمه‌های خمیری و حتی متحرک سازی تصاویر ایجاد شده با شن یا رنگ آمیزی روی شیشه را نام برد. سبک‌های متفاوت هنری، می‌توانند در خلق انیمیشن کمک کنند.

### اقسام فیلم‌های انیمیشن
- تقسیم‌بندی بر اساس بُعد تصویر: که عموما به دو گروه زیر تقسیم میشود؛
  - ۲ بعدی
  - ۳ بعدی
- تقسیم‌بندی بر اساس تکنولوژی تصویربرداری:
  - آنالوگ (دوربینهای با قابلیت برداشت تک فریم)
  - دیجیتال (تصاویر تولید شده توسط کامپیوتر)
- تقسیم‌بندی بر اساس مکتب هنری:
  - مکتب دیزنی
  - مکتب زاگرب [۱]
  - مکتب ژاپن (انیمه)
  - انیمیشن های سبک یوپی‌ای UPA (مثل جرالد مک‌بوینگ بوینگ) و سبک احیای‌یو‌پی‌اِی UPA revival (مثل مجموعه‌های پاورپاف گرلز و آزمایشگاه دکستر) را گرچه نمیتوان بعنوان مکتب مستقل معرفی کرد اما جلوه‌های خاص و متمایز آن را میتوان بعنوان یک سبک متفاوت از مکتب دیزنی در نظر گرفت.[۲]
- تقسیم‌بندی بر اساس کاربرد:
  - انیمیشن تلویزیونی
  - انیمیشن آموزشی
  - انیمیشن تبلیغاتی
  - انیمیشن بزرگسالان[۳]
- تقسیم‌بندی بر اساس زمان پخش:
  - انیمیشن بلند (سینمایی)
  - انیمیشن کوتاه
  - انیمیشن سریالی (اپیزودیک)
- تقسیم‌بندی بر اساس سبک تصویرسازی: به وسعت تعداد انیماتورها و کارگردانان گسترده است؛
  - به عنوان مثال تکنیکهای تصویری اوسامو تزوکا با رنزو کینوشیتا و حتی تک تک آثار رنزو کینوشیتا با هم متفاوت است
- تقسیم‌بندی بر اساس تکنیک:
  - تکنیک‌های انیمیشن در واقع مجموعه‌ی فنون مبتکرانه و راهکارهای خلاقانه‌ی استفاده از فناوری‌های گوناگون است که در بازه تقریبا صد ساله اختراع رسانه‌ی انیمیشن با هدف ایجاد تصویرهای جدید منجر به ساخت و تولید انیمیشن‌های رنگارنگ شده است[۴]

## تکنیک‌های انیمیشن
| نام تکنیک                                                                    | زیر گروه تکنیک / نوع انیمیت / وضعیت دوربین                      | ابداع کننده / نام اثر / سال                                                         | 2D/3D | آثار معروف |
| ---------------------------------------------------------------------------- | --------------------------------------------------------------- | ----------------------------------------------------------------------------------- | ----- | --- |
| نقاشی متحرک                                                                  | نقاشی متحرک / فریم به فریم / عمودی                              | ج.اس. بلکتون / طراحی سحرآمیز / ۱۹۰۰                                                 | 2D    | والت دیزنی، آب آیورکس / کشتی بخار ویلی / ۱۹۲۸ |
| انیمیشن روی کاغذ PAPER ANIMATION                                             | نقاشی متحرک / فریم به فریم / عمودی                              | وینزور مک‌کی / نمو کوچولو / ۱۹۱۱                                                     | 2D    | بیل پلیمپتون / صورت تو / ۱۹۸۷ |
| انیمه ژاپنی ANIME                                                            | نقاشی متحرک / فریم به فریم / عمودی                              | اوتن شیموکاوا، جون‌ایچی کوچی، سیتارو کیتایاما / موموتارو، اومی‌واشی / دهه ۱۹۱۰        | 2D    | اوسامو تزوکا / آسترو بوی / ۱۹۶۳ |
| انیمیشن سنتی یا سل انیمیشن CELL ANIMATION or TRADITIONAL ANIMATION           | نقاشی متحرک / فریم به فریم / عمودی                              | ارل هرد / بابی بامپز / ۱۹۱۴                                                         | 2D    | ساموئل آرمسترانگ، جیمز آلگار، بیل رابرتز، پائول ساترفیلد، بن شارپستین، دیوید هند، همیلتون لاسک، جیم هندلی، فورد بیب، تی. هی، نورم فرگوسن، ویلفرد جکسون / فانتازیا / ۱۹۴۰ |
| انیمیشن روی تخته سیاه یا وایت برد BLACK BOARD ANIMATION WHITEBOARD ANIMATION | نقاشی متحرک / انیمیت مقابل یا زیر دوربین / عمودی یا افقی        | امیل کول / فانتازماگوریا / ۱۹۰۸                                                     | 2D/3D | پنگوئن رندوم هاوس آدیو / چارلز دوهیگ می‌پرسد: چه چیزی یک گروه عالی را می‌سازد / ۲۰۱۶                                                                                       |
| روتوسکپی ROTOSCOPING                                                         | نقاشی متحرک / فریم به فریم / عمودی                              | مکس فلایشر / خارج از مرکب دان / ۱۹۱۵                                                | 2D/3D | رالف بکشی / آتش و یخ / ۱۹۸۳ |
| دوربین مولتی پلن MULTIPLANE                                                  | نقاشی متحرک / فریم به فریم / عمودی                              | دیوید هند، ویلیام کوترل / سفید برفی و هفت کوتوله / ۱۹۳۷                             | 2D/3D | کلاید جرونیمی، ولفگانگ ریترمن، اریک لارسون، لس کلارک / زیبای خفته / ۱۹۵۹                                                                                                 |
| لیمیتد انیمیشن LIMITED ANIMATION                                             | نقاشی متحرک / فریم به فریم / عمودی                              | چاک جونز / پسران داوِر / ۱۹۴۲                                                        | 2D    | رابرت کانون، جان هابلی / جرالد مک بوئینگ بوئینگ / ۱۹۵۰ |
| زیروگرافی XEROGRAPHY                                                         | نقاشی متحرک / فریم به فریم / عمودی                              | کلاید جرونیمی، همیلتون لاسک، ولفگانگ رایترمن / ۱۰۱ سگ خالدار / ۱۹۶۱                 | 2D    | ولفگانگ ریترمن / کتاب جنگل / ۱۹۶۷ |
| پیکسلیشن یا هنر پیکسلی PIXELATION                                            | نقاشی متحرک / فریم به فریم / دیجیتال                            | نولان بوشنل، رالف باور / بازیهای کامپیوتری اولیه / دهه ۱۹۶۰–۱۹۷۰                    | 2D    | شیگرو میاموتو / مجموعه بازی‌ برادران سوپر ماریو / ۱۹۸۵ |
| انیمیشن سنتی کامپیوتری (ترادیجیتال) TRADITIONAL ANIMATION                    | نقاشی متحرک / فریم به فریم / دیجیتال                            | هندل بوتوی، مایک گابریل / نجات دهندگان در استرالیا / ۱۹۹۰                           | 2D    | راجر آلرز، راب مینکوف / شیر شاه / ۱۹۹۴ |
| موشن گرافیک MOTION GRAPHICS                                                  | نقاشی متحرک / دیجیتال                                           | اسکار فیشینگر / توکاتا و فوگ در دی مینور (از فانتازیا) / ۱۹۴۰                       | 2d/3d | سال بس / تیتراژ آغازین فیلم «روانی» / ۱۹۶۰ |
|                                                                              |                                                                 |                                                                                     |       | |
| استاپ موشن STOP MOTION                                                       | استاپ موشن / انیمیت مقابل دوربین / افقی                         | ج.اس. بلکتون / سیرک هامپی دامپی / ۱۸۹۸                                              | 3d    | تراویس نایت / کوبو و دو تار / ۲۰۱۶ |
| تصویربرداری زمان‌گریز TIME LAPSE                                              | استاپ موشن / انیمیت مقابل دوربین / افقی یا عمودی                | اف. پرسی اسمیت / تولد یک گل / ۱۹۱۰                                                  | 3d    | ران فریک / باراکا / ۱۹۹۳ |
| انیمیشن عروسکی POPPET ANIMATION                                              | استاپ موشن / انیمیت مقابل دوربین / افقی                         | لادیسلاس استارویچ / انتقام فیلمبردار / ۱۹۱۲                                         | 3d    | هنری سلیک / کابوس پیش از کریسمس / ۱۹۹۳ |
| انیمیشن خمیری CLAYMATION                                                     | استاپ موشن / انیمیت مقابل دوربین / افقی                         | مکس فلایشر / مدلینگ (از مجموعه خارج از مرکب دان) / ۱۹۲۱                             | 3d    | نیک پارک / آسایش مخلوقات / ۱۹۸۹ |
| پیکسی‌لیشن PIXILATION                                                         | استاپ موشن / انیمیت مقابل دوربین / افقی                         | نورمن مک‌لارن / همسایه‌ها / ۱۹۵۲                                                      | 3d    | استیون آر. جانسون / پتک / ۱۹۸۶ |
| انیمیشن برش‌های لایه‌ای یا استراتاکات STRATA-CUT                               | استاپ موشن / انیمیت مقابل دوربین / افقی                         | اسکار فیشینگر، والتر روتمن / بک گراندهای ماجراهای شاهزاده احمد / ۱۹۱۶               | 3d    | دیوید دانیلز / جعبه وزوز / ۱۹۸۵ |
| آبجکت انیمیشن OBJECT ANIMATION                                               | استاپ موشن / انیمیت مقابل دوربین / افقی                         | سیگوندو دیکومون / هتل الکتریک / ۱۹۰۸                                                | 3d    | |
| بریک فیلم BRICKFILM                                                          | استاپ موشن / انیمیت مقابل دوربین / افقی یا دیجیتال              | لارس هاسینگ، هنری هاسینگ / سفر به ماه / ۱۹۷۳                                        | 3d    | فیل لرد، کریستوفر میلر / فیلم لگو / ۲۰۱۴ |
| چاکی‌میشن CHUCKIMATION                                                        | استاپ موشن / انیمیت مقابل دوربین ترکیب با فیلم زنده / افقی      | رابرت میتندال، ویل مک‌راب، آلبی هچ / اکشن لیگ حالا! / ۲۰۰۱                           | 3d    | ست گرین، متیو سنریچ / جوجه روباتی / از ۲۰۰۵ |
|                                                                              |                                                                 |                                                                                     |       | |
| کات اوت CUTOUT                                                               | کات اوت / انیمیت زیر دوربین / عمودی                             | کوئیرینو کریستیانی / ال آپوستول / ۱۹۰۶                                              | 2D    | تری پارکر، مت استون / ساوت پارک / از ۱۹۹۷ |
| سیلوئت SILHOUETTE ANIMATION                                                  | کات اوت / انیمیت زیر دوربین / عمودی                             | لوته راینیگر / ماجراهای شاهزاده احمد / ۱۹۱۶                                         | 2d/3d | آنتونی لوکاس / اکتشافات جغرافیایی اسرارآمیز جاسپر مورلو / ۲۰۰۵ |
| پین اسکرین PINSCREEN                                                         | پین اسکرین / انیمه مقابل دوربین / افقی                          | الکساندر الکسیف، کلایر پارکر / شبی بر کوه سنگی / ۱۹۳۳                               | 2d/3d | ژاک دروین / فرار ذهن / ۱۹۷۶ |
| نقاشی روی فیلم DRAW ON FILM                                                  | نقاشی روی فیلم / فریم به فریم / بدون دوربین                     | نورمن مک‌لارن / بلینکیتی بلنک / ۱۹۵۵                                                 | 2D    | چل وایت / سگهای فلزی هندی / ۱۹۸۵ |
| خراش روی فیلم SCRACH FILM                                                    | نقاشی روی فیلم / فریم به فریم / بدون دوربین                     | نورمن مک‌لارن / لِی‌لِی مرغ / ۱۹۴۲                                                      | 2D    | کارولین لیف / دو خواهر / ۱۹۹۱ |
| انیمیشن ماسه‌ای SAND ANIMATION                                                | استاپ موشن / انیمیت زیر دوربین / عمودی                          | گیزله آنزورگه، ارنست آنزورگه / کلاغ‌ها / ۱۹۶۸                                        | 2D    | کارولین لیف / جغدی که با یک غاز ازدواج کرد: یک افسانه اسکیمو / ۱۹۷۴ |
| انیمیشن نقاشی روی شیشه PAINT ON GLASS ANIMATION                              | استاپ موشن / انیمیت زیر دوربین / عمودی                          | کارولین لیف / خیابان / ۱۹۷۶                                                         | 2D    | الکساندر پتروف / پیرمرد و دریا / ۱۹۹۹ |
| کات اوت اشیا                                                                 | کات اوت / انیمیت زیر دوربین / عمودی                             | یوری نورشتاین / جوجه‌تیغی در مه / ۱۹۷۵                                               | 2d/3d | جان کورتی، چارلز سونسون / دو روزی روزگاری / ۱۹۸۳ |
| فوتو انیمیشن                                                                 | کات اوت / انیمیت زیر دوربین / عمودی یا دیجیتال                  | حسن تهرانی / علی کوچولو / ۱۳۶۴                                                      | 2D    | |
|                                                                              |                                                                 |                                                                                     |       | |
| انیمیشن تلفیقی COMBO ANIMATION                                               | انیمیشن تلفیقی / فریم به فریم ترکیب با فیلم زنده / عمودی و افقی | والت دیزنی / کمدی‌های آلیس / ۱۹۲۳                                                    | 2d/3d | رابرت استیونسون / مری پاپینز / ۱۹۶۴ |
| انیمیشن لایواکشن LIVE ACTION ANIMATION                                       | انیمیشن تلفیقی / فریم به فریم ترکیب با فیلم زنده / عمودی و افقی | ویکتور برگدال / زمانی که قرار بود کاپیتان گروگ نقاشی شود / ۱۹۱۷                     | 2d/3d | رابرت زمکیس، ریچارد ویلیامز / چه کسی برای راجر رابیت پاپوش دوخت؟ / ۱۹۸۸                                                                                                  |
| داینامیشن DYNAMATION                                                         | انیمیشن تلفیقی / فیلم زنده ترکیب با انیمه مقابل دوربین / افقی   | هری او. هویت (ویلیس اوبرایان) / جهان گم‌شده / ۱۹۲۵                                   | 3D    | دان چفی (ری هری‌هاوزن) / جیسون و آرگونات‌ها / ۱۹۶۳ |
|                                                                              |                                                                 |                                                                                     |       | |
| ۳ بعدی کامپیوتری COMPUTER 3D ANIMATION                                       | ۳ بعدی کامپیوتری / دیجیتال                                      | جان لستر / قصه اسباب بازی / ۱۹۹۵                                                    | 3D    | اندرو استنتون / وال-ئی / ۲۰۰۸ |
| شبیه‌سازی سل انیمیشن CELL SHADING                                             | ۳ بعدی کامپیوتری / دیجیتال                                      | ران کلمنتس، برنی متینسون / موش کارآگاه بزرگ / ۱۹۸۶                                  | 2D/3D | کلی اشبری، لورنا کوک / اسپیریت: اسب سیمارون / ۲۰۰۲ |
| فتو رئالیستیک                                                                | ۳ بعدی کامپیوتری / دیجیتال                                      | رالف زاندگ / دایناسور / ۲۰۰۰                                                        | 3D    | استیون اسپیلبرگ / ماجراهای تن‌تن / ۲۰۱۱ |
| سی. جی. آی CGI (Computer Generated Imagery)                                  | ۳ بعدی کامپیوتری / فیلم زنده ترکیب با دیجیتال                   | مایکل کرایتون / وست‌ورلد / ۱۹۷۳                                                      | 3D    | پیتر جکسون / ارباب حلقه‌ها: یاران حلقه / ۲۰۰۱ |
| موشن کپچر MOTION CAPTURE                                                     | ۳ بعدی کامپیوتری / فیلم زنده ترکیب با دیجیتال                   | هیرونوبو ساکاگوچی / فاینال فانتزی: ارواح درون / ۲۰۰۱                                | 2d/3d | پیتر جکسون / کینگ کونگ / ۲۰۰۵ |
| هاد انیمیشن HUD                                                              | ۳ بعدی کامپیوتری / دیجیتال                                      | جان فاورو / آیرون من / ۲۰۰۸                                                         | 2d/3d | |
| انیمیشن ۳۶۰ درجه                                                             | تکنیکهای مختلف ترکیب با دیجیتال                                 | مایکل «لیپی» لیپمن / جستجوی نقاشی غارها / ۲۰۱۷                                      | 2d/3d | |
|                                                                              |                                                                 |                                                                                     |       | |
| آدیو انیماترونیکس AUDIO-ANIMATRONICS                                         | نمایش زنده / الکترونیک و روباتیک                                | پارک ماجراجویی والت دیزنی کالیفرنیا / لاکی دایناسور / ۲۰۰۳                          | 3d    | |
| اتونوماترونیک AUTONOMOTRONICS                                                | نمایش زنده / الکترونیک و روباتیک                                | دبلیو.ای.دی اینترپرایزز / دقایقی عالی با آقای لینکلن / ۱۹۶۵                         | 3d    | |
| گو موشن GO MOTION                                                            | فیلم زنده ترکیبی                                                | اروین کرشنر / حمله اَت‌اَت‌ها در «جنگ ستارگان: قسمت پنجم – امپراتوری ضربه می‌زند» / ۱۹۸۰ | 3d    | |